# Депортиво Ла Гуайра
«Депорти́во Ла Гуа́йра» (исп. Deportivo La Guaira), ранее известный под названием «Реал ЭСППОР» (исп. Real ESPPOR Club) — венесуэльский футбольный клуб из города Каракас. Выступает в Примере Венесуэлы, сильнейшем дивизионе страны.

## История

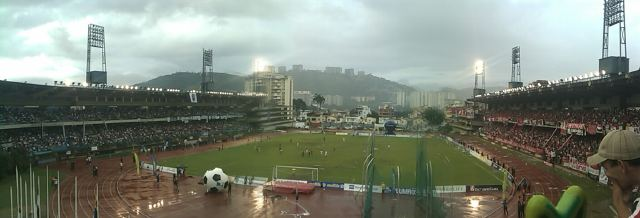
Матч клуба на стадионе «Бригидо Ириарте» в 2010 году

Клуб был основан в 2008 году под названием «Реал ЭСППОР», которое происходило от акронима слов «España» и «Portugal» — названий стран, из которых были родом владельцы клуба. Уже на следующий год после основания дебютировал в Примере, в которой продолжает выступать по сей день. Лучший результат по итогам сезона, 3-е место в сезоне 2010/11, в том же сезоне «Реал Эсппор» стал вице-чемпионом Апертуры.
Перед турниром Апертура 2014 клуб поменял имидж, сменив название и цвета.
В 2020 году впервые в истории команда стала чемпионом Венесуэлы.

## Достижения
- Чемпион Венесуэлы (1): 2020
- Обладатель Кубка Венесуэлы (2): 2014, 2015

## Участие в международных турнирах
- Кубок Либертадорес (2): 2019, 2021
- Южноамериканский кубок (4): 2014, 2015, 2016, 2022